# Božidar Rašica
Božidar Rašica (Lubiana, 28 dicembre 1912 – Zagabria, 13 settembre 1992) è stato un architetto, pittore e scenografo croato.

## Biografia
Nato nella capitale slovena nel 1912, studiò architettura a Roma, Belgrado, Varsavia e Zagabria dove si laureò nel 1942. Insegnò architettura alla facoltà di Zagabria. Nel 1978 vinse il Premio Vladimir Nazor.

## Progetti

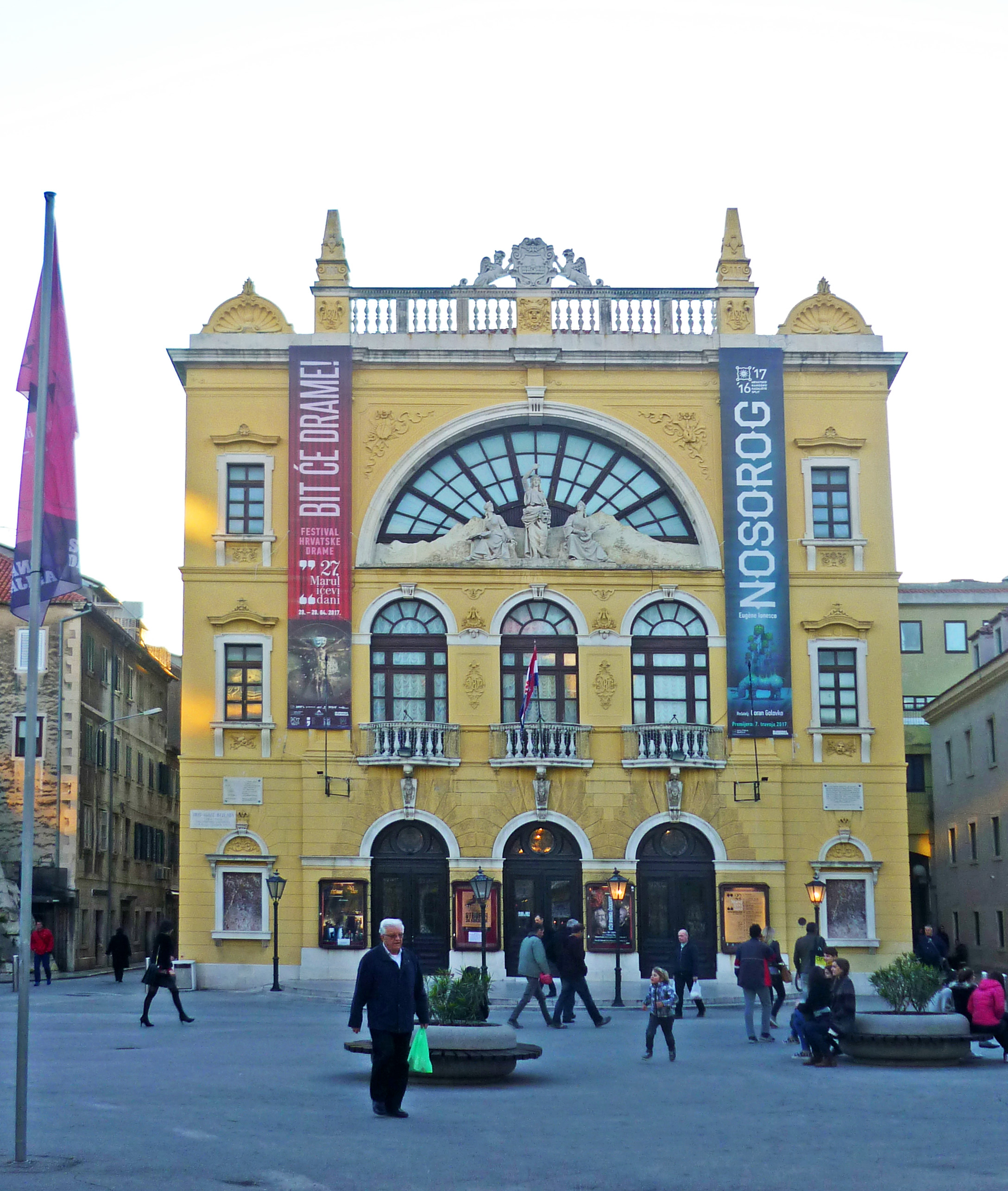
Il HNK Split di Spalato

- 1978-1980: rinnovamento del Teatro nazionale croato di Spalato